# Idaea bellata
Idaea bellata là một loài bướm đêm trong họ Geometridae.